# Samijliwka (obwód doniecki)
Samijliwka (ukr. Самійлівка) – wieś na Ukrainie, w obwodzie donieckim, w rejonie kramatorskim, w hromadzie Nowodonećke. W 2001 liczyła 224 mieszkańców, spośród których 203 wskazało jako ojczysty język ukraiński, 15 rosyjski, a 6 ormiański.